# Die Chinesische Mauer
Die Chinesische Mauer è il terzo album in studio di Michael Cretu, pubblicato nel 1985 dall'etichetta Virgin Records.

## Tracce
1. Intro – 2:28
2. Mikado – 3:17
3. Coda – 0:59
4. Amazonen – 5:19
5. Die Chinesische Mauer – 5:01
6. Samurai – 5:22
7. Carte Blanche – 3:56
8. Schwarzer Engel – 5:18
9. Zinnsoldat – 3:24